# Ermita de Santiago de Sesoliveres
La ermita de Sant Jaume de Sesoliveres es una construcción románica del siglo XI, situada en la zona de Sant Jaume Sesoliveres en el paso del Camino de Santiago por Igualada, en la comarca de Noya,  Barcelona (España).

## Historia

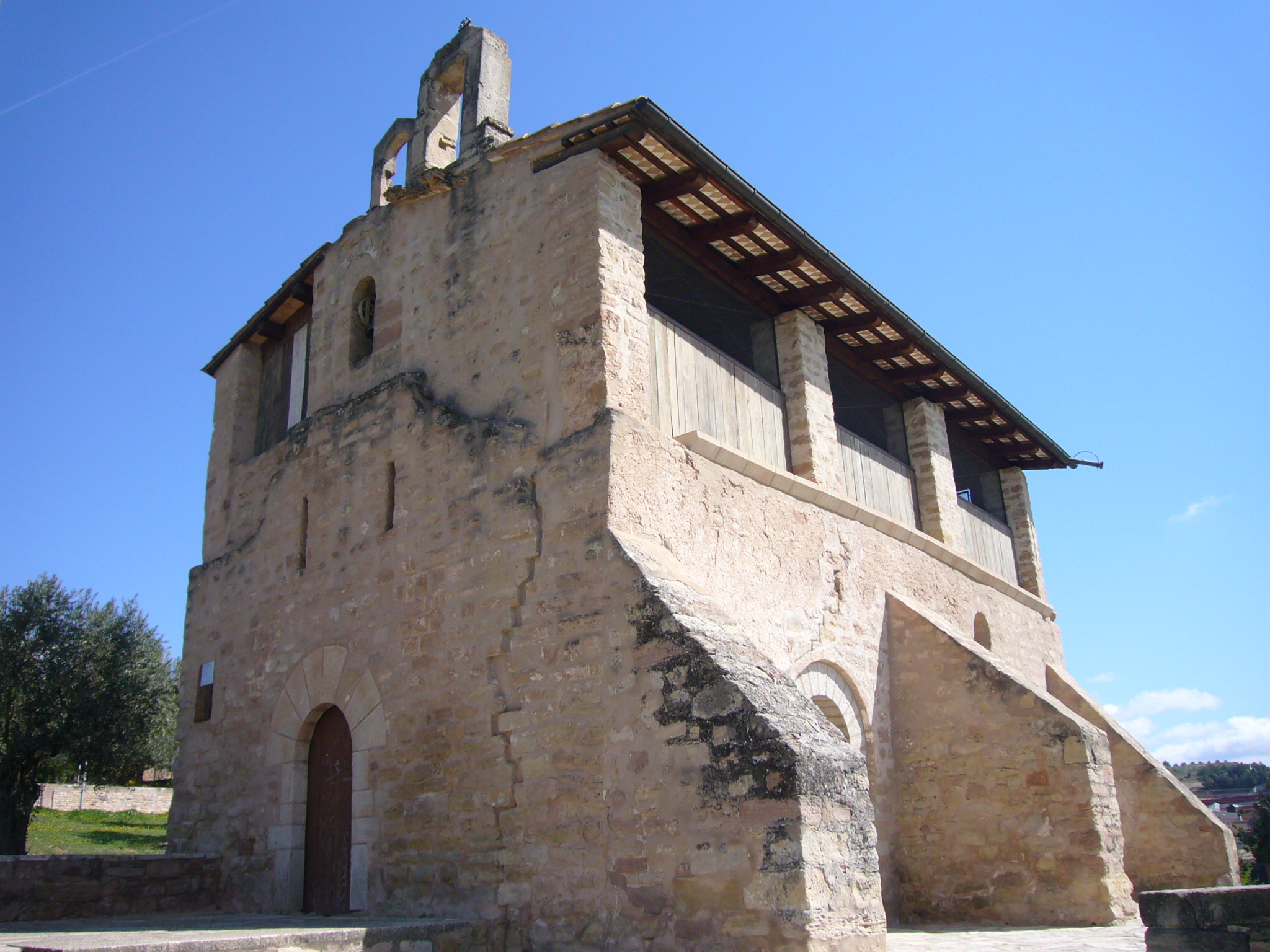
Contrafuertes

La primera noticia conservada de la ermita se remonta al año 1059 cuando los señores del castillo de Ódena hacen donación a un monje de Montserrat de la capilla de Santa María, San Jaime y San Andrés, para dar un carácter monástico a la edificación que habían erigido pocos años antes. Al año siguiente los fundadores de la ermita confirman la donación al Monasterio de Santa María de Ripoll, entonces superior al de Santa María de Montserrat, bajo la condición de que la capilla siempre bajo la Orden Monástica según la Regla de San Benito.
El año 1102 es confirmada la donación definitiva de la iglesia al monasterio de Montserrat, este hacer supone el inicio de la consolidación del pequeño priorato de Santiago. Aunque se fueron sucediendo diversas disputas entre el monasterio de Montserrat y los señores de Ódena el priorato fue prosperando gracias a diversas compras y donaciones. El monasterio sirvió con sus monjes, con el título de priores, a la iglesia hasta mediados del siglo XV, cuando cedió la custodia en beneficio de Santa María de Igualada. Este hecho representa el fin del Priorat, aunque el nombre del mismo se perpetuó hasta el siglo XIX.
El beneficiado de Santa María mantuvo la iglesia desde la mitad del siglo XV hasta el 1649, cuando pasó a manos de los frailes del convento de San Agustín de Igualada. Durante este período la iglesia también fue conocida como Santiago del Camino y recibió varias peregrinaciones, para pedir lluvia o la erradicación de la peste, provenientes de Igualada. Asimismo continuó la afluencia de peregrinos que recorrían el camino real a su paso por Igualada en dirección a Santiago de Compostela. A partir del siglo XVII quedó documentada la existencia de un cementerio anexo a la iglesia.
Desde 1649 varios autores afirman que la iglesia quedó al cuidado de los Agustinos. Sin embargo a finales del siglo XVIII su preocupación principal era la ampliación de la iglesia conventual donde fue trasladada la imagen de la Virgen de la Piedad, lo que provocó un abandono del mantenimiento del culto en la iglesia de Santiago. Este fue cogido por los escolapios el 19 de mayo de 1741.

## Edad Contemporánea
Los padres escolapios mantuvieron el servicio religioso los días de precepto hasta 1835, cuando se produjo la exclaustración de las órdenes monásticas a merced de la desamortización de los bienes del clero de Mendiazábal. Este hecho supuso la dispersión de la Comunidad Escolapia que abandona el monasterio y la capilla de Santiago. Durante este período la iglesia quedó abandonada y se fue degradando. En 1845 se autorizó el restablecimiento de las Escuelas Pías, que a su vez retomaron el servicio religioso en la iglesia hasta inicios del siglo XX.
A partir de 1877 la iglesia de Santiago pasó a formar parte del término parroquial de Santa Magdalena del Espelt, una parroquia de nueva construcción independiente de la iglesia de Ódena sobre los restos de una antigua iglesia dedicada a Santa María. Aunque la iglesia pasó al término de Santa Magdalena continuó servida por los escolapios de Igualada. Con el paso del tiempo la iglesia fue quedando sin culto, durante 1903 sus campanas fueron trasladadas al Espelt. En 1920 cuando la iglesia ya no recibía culto de manera habitual y la imagen de Santiago también es trasladada al Espelt.
En 1925 la iglesia cambió de municipio con la anexión de parte del término municipal de Ódena a Igualada fruto de las gestiones del general Pedro Vives Vich. El 15 de abril de 1975 fue declarada monumento Local de Interés Histórico-Artístico, lo que implicó al Ayuntamiento de Igualada en su protección. Posteriormente, el mismo año 1975 la Generalidad de Cataluña la declaró Bien Cultural de Interés Nacional y encargó un proyecto de restauración que no se llegó a ejecutar. Finalmente entre 1993 y 1995 la Diputación de Barcelona llevó a cabo la restauración de la ermita que fue dirigida por el jefe del servicio de patrimonio local, el arquitecto Antoni González Moreno-Navarro.

## Arquitectura

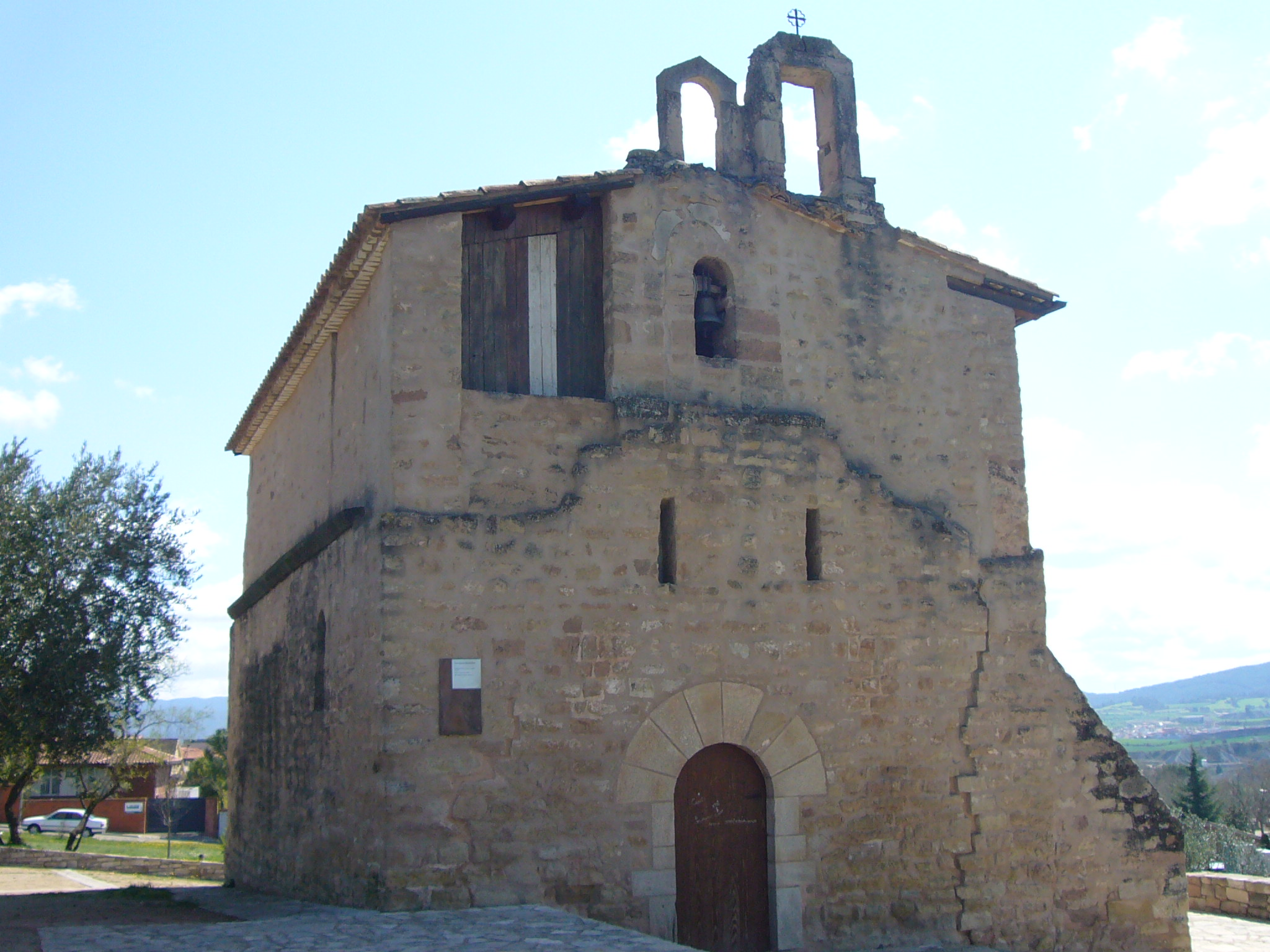
Vista frontal.

Se trata de un templo románico, de una nave rectangular y un ábside semicircular, con dos puertas de arco de medio punto. La cubierta original de la nave era de bóveda de cañón, posiblemente apuntado, y la del ábside, de cuarto de esfera. En el siglo XIV la puerta de mediodía fue tapiada y la de poniente ensanchada y adintelada. En el siglo XV se abrió de nuevo la puerta de mediodía y se tapó la de poniente, así como se añadieron los contrafuertes, se construyó el campanario de espadaña y se levantó un porche en la parte superior, eliminando la vuelta de la nave, que fue sustituida por un techo plano. Este porche superior posiblemente se cerró hacia el 1632. El siglo XVIII se llevó a cabo la última reforma, sustituyendo el techo plano del siglo XV por una bóveda de ladrillos y yeso y se levantó una nueva espadaña.
El año 1975 fue declarada Bien Cultural de Interés Nacional. Posteriormente, entre 1993 y 1995 la Diputación de Barcelona llevó a cabo la restauración de la ermita que fue dirigida por el jefe del servicio de patrimonio local, el arquitecto Antoni González Moreno-Navarro. La actuación se centró en restablecer las estructuras que lo habían configurado a lo largo del tiempo. La nueva cubierta sigue el modelo de las tradicionales hechas con cerchas, vigas y tablas de madera, sobre las que se encuentran las tejas, y los aleros recrean formas también autóctonas. Se han recuperado las aberturas que el porche tenía en el siglo XV en el sur, pero quedan cerradas a poniente como lo estaban en el siglo XVII. Paralelamente se realizaron trabajos para mejorar el espacio público y la accesibilidad en el entorno del edificio.